# Contratto a efficacia reale
Il contratto a efficacia reale o contratto a effetti reali è il contratto che abbia per oggetto il trasferimento della proprietà di una cosa determinata, la costituzione o il trasferimento di un diritto reale ovvero il trasferimento di un altro diritto.
Nell'ordinamento italiano, i contratti a efficacia reale soggiacciono al principio consensualistico: la proprietà o il diritto, cioè, si trasmettono e si acquistano per effetto del consenso delle parti legittimamente manifestato (art. 1376 del codice civile).

## Genesi del principio
La regola apparirebbe ovvia ed inutile se non fosse intesa alla luce dei precedenti storici.
Nell'ordinamento romano, quando l'accordo prevedeva il trasferimento di un diritto, l'effetto traslativo non si produceva quale conseguenza diretta dell'accordo, ma richiedeva un secondo atto negoziale unilaterale, avente, esso sì, il menzionato effetto: il primo negozio si limitava ad obbligare la parte titolare del diritto a realizzare il successivo negozio di trasferimento. Si aveva, dunque, una dissociazione tra il titulus (cioè l'accordo di base, puramente obbligatorio) ed il modus (il successivo negozio di trasferimento).
Nel XVIII secolo - con l'Illuminismo -  si fece strada l'idea che la volontà creatrice tutto potesse e che perciò, se le parti sol lo volessero, fosse consentito dar luogo al trasferimento quale effetto diretto del negozio tra loro stipulato.
Riconosciuto tale potere alle parti, col Codice civile del 1865 ciò che era una mera facoltà divenne la regola legale posta a presidio di ogni contratto avente ad oggetto il trasferimento di diritti.

## Contenuto ed ambito di applicazione
L'art. 1376 esprime così la fondamentale norma secondo cui quando il contratto ha per oggetto "il trasferimento della proprietà di una cosa determinata, la costituzione di o il trasferimento di un diritto reale, ovvero il trasferimento di un altro diritto" l'effetto in parola è prodotto (non importa se contestualmente o no) unicamente dal contratto medesimo senza la necessità dell'intermediazione di un successivo negozio. 
Questo è il principio dell'efficacia reale del contratto (regola anche espressa dalla formula "principio consensualistico"). L'eventuale dubbio in ordine all'applicazione della suddetta regola a contratti aventi ad oggetto diritti su cose altrui, future o generiche è fugato dall'art. 1476, n. 2 cod. civ. da cui si ricava che in queste ipotesi l'acquisto del diritto in capo al compratore non è effetto immediato del contratto, ma ciò non vuol anche dire che l'acquisto medesimo non sia comunque un effetto del contratto. È un errore, dunque, pensare che i contratti ove il trasferimento del diritto non sia immediato (es. vendita di cosa altrui, di cose generiche, di cose future) non siano anche retti dal principio consensualistico. V'è però da notare che i menzionati negozi sono comunque descritti, in dottrina, come contratti ad efficacia obbligatoria, sebbene la locuzione non possa essere intesa con lo stesso significato che assume rispetto all'emptio-venditio o alla compravendita disciplinata dal BGB.

## Sulla natura derogabile del principio consensualistico
In dottrina non v'è unanimità in ordine alla natura derogabile o no dell'art. 1376 c.c. Secondo alcuni la norma è d'ordine pubblico; dunque i privati non potrebbero stipulare contratti aventi per oggetto il trasferimento di un diritto e pretendere di conferire al negozio effetti puramenti obbligatori; secondo altri siffatta deroga sarebbe sempre possibile. In particolare il cosiddetto contratto preliminare ad effetti anticipati sarebbe da questi autori indicato quale esempio di vendita puramente obbligatoria (tale tesi importa, ovviamente, che il contratto citato venga del tutto sottratto alla qualifica di negozio preliminare).